# Amalie Bruun
Amalie Bruun (Copenhague, Dinamarca, 6 de enero de 1985) es una cantante y actriz danesa.

## Carrera
Amalie Bruun lanzó su álbum debut en 2006, el cual escribió con su padre, Michael Bruun. También ha escrito canciones con otros compositores, incluido Moh Denebi. En 2008 creó la canción del reality show Paradise Hotel, titulada "If You Give It Up". Ese mismo año, Amalie fue a Nueva York y ganó el premio internacional New York Songwriters Circle.
En 2010 lanzó el EP Branches grabado en Pirate Studios, Nueva York en asociación con Watt White. En la primavera de 2012 lanzó el sencillo «Siren», escrito y producido en colaboración con Mark Saunders en A: Larm Music. En 2013, Amalie colaboró en el álbum de R.A. The Rugged Man Legends Never Die con voces de fondo y de coro para el tema «Definition of a Rap Flow». Bruun también lanzó dos álbumes con su banda Ex Cops, True Alucinations (2013) y Daggers (2014). Ex Cops se separó en 2015.
Autoproclamada «metalera de corazón», se reveló que Bruun era la escritora, intérprete y productora del proyecto black metal Myrkur de Relapse Records en 2014. Tanto Ex Cops como Myrkur le han ganado a Bruun la aclamación de la crítica de publicaciones como Pitchfork, Spin, y NPR Music. también se ha presentado con Myrkur y Ex Cops en renombrados festivales de música como el Festival de Roskilde en Dinamarca, Wacken Open Air en Alemania y South by Southwest en Texas.
Actualmente reside en su país natal, Dinamarca.

### Actuación
En agosto de 2010 apareció en el comercial «Bleu De Chanel» de perfume Chanel, dirigido por Martin Scorsese, junto con Gaspard Ulliel e Ingrid Schram. En 2011 apareció en el videoclip «Jack Sparrow» de The Lonely Island como Jenny, la esposa de Forrest Gump, junto a Michael Bolton.

## Discografía

### Como Amalie Bruun
- Amalie Bruun (2006)
- Housecat (EP) (2008)
- Branches (EP) (2010)
- Crush (EP) (2012)

### Con Ex Cops
- True Hallucinations (LP) (2013)
- Daggers (LP) (2014)

### ComoMyrkur
- Myrkur (EP) (2014)
- M (2015)
- Mausoleum (EP) (2016)
- Mareridt (2017)
- Folkesange (2020)
- Spyne (2023)